# 중국공산당 제19차 중앙위원회
중국공산당 제19차 중앙위원회(19기 CC)는 2017년 제19차 중국공산당 전국대표대회에서 선출되었으며, 2022년 차기 전국대표대회가 열릴 때까지 그 자리를 유지한다. 공식적으로 중국공산당 제18차 중앙위원회를 계승했다. 회기는 2017년부터 2022년이다. 2017년에 204명의 제19기 중국공산당 중앙정치국원을 선출했다.
위원회는 중앙위원과 후보위원으로 구성한다. 중앙위원은 의결권이 있지만 후보위원은 의결권이 없다. 중앙위원회에서 중앙위원을 교체하면 다음 위원회 총회에서 후보위원이 공석을 채운다. 가장 많은 찬성표를 얻은 후보위원이 우선 순위가 가장 높다. 중앙위원회 위원으로 선출되려면 후보자는 최소 5년 동안 당원이어야 한다.
2017년 제1차 전체회의는 회의가 없을 때 중앙위원회의 권한을 행사할 기구인 정치국과 정치국 상무위원회를 선출하는 역할을 했다. 또한 중앙서기처와, 제19기 중앙기율검사위원회, 상무위원회 위원을 승인하는 역할도 담당했다. 2018년 3차 전체 회의에서는 성 정부의 공직 후보자를 지명했다. 제4차 전체 회의에서는 거버넌스 현대화에 관한 결정을 발표했다.

## 중앙위원회 위원
| - 가오진 (高津) - 거우중원 (苟仲文) - 궁정 (龚正) - 궈성쿤 (郭声琨) - 궈수칭 (郭树清) - 녜천시 (聂辰席) - 누얼란 아부두만진 (努尔兰·阿不都满金) - 니웨펑 (倪岳峰) - 두자하오 (杜家毫) - 딩라이항 (丁来杭) - 딩쉐둥 (丁学东) - 딩쉐샹 (丁薛祥) - 러우양성 (楼阳生) - 러우친젠 (娄勤俭) - 렁룽 (冷溶) - 롼청파 (阮成发) - 루신서 (鹿心社) - 루잔궁 (卢展工) - 루하오 (陆昊) - 뤄상장춘 (洛桑江村) - 뤄수강 (雒树刚) - 뤄후이닝 (骆惠宁) - 류궈중 (刘国中) - 류궈즈 (刘国治) - 류레이 (刘雷) - 류스위 (刘士余) - 류완룽 (刘万龙) - 류웨쥔 (刘粤军) - 류자이 (刘家义) - 류전리 (刘振立) - 류제이 (刘结一) - 류진궈 (刘金国) - 류치 (刘奇) - 류치구이 (刘赐贵) - 류치바오 (刘奇葆) - 류허 (刘鹤) - 리간제 (李干杰) - 리궈잉 (李国英) - 리빈 (李斌) - 리상푸 (李尚福) - 리샤오펑 (李小鹏) - 리샤오훙 (李晓红) - 리시 (李希) - 리위푸 (李玉赋) - 리이 (李屹) - 리잔수 (栗战书) - 리지헝 (李纪恒) - 리진빈 (李锦斌) - 리줘청 (李作成) - 리차오밍 (李桥铭) - 리창 (李强) - 리촨광 (李传广) - 리커창 (李克强) - 리펑뱌오 (李凤彪) - 리훙중 (李鸿忠) - 리훠후이 (黎火辉) - 린둬 (林铎) - 마뱌오 (马飚) - 마싱루이 (马兴瑞) - 먀오웨이 (苗圩) - 먀오화 (苗华) - 멍샹펑 (孟祥锋) - 무훙 (穆虹) - 바이춘리 (白春礼) - 바인차오루 (巴音朝鲁) - 바터얼 (巴特尔) - 부샤오린 (布小林) - 비징취안 (毕井泉) | - 상훙 (尚宏) - 샤오야칭 (肖亚庆) - 샤오제 (肖捷) - 선더융 (沈德咏) - 선샤오밍 (沈晓明) - 선웨웨 (沈跃跃) - 선진룽 (沈金龙) - 성빈 (盛斌) - 셰푸잔 (谢伏瞻) - 쉐커라이티 자커얼 (雪克来提·扎克尔) - 쉬다저 (许达哲) - 쉬러장 (徐乐江) - 쉬린 (徐麟) - 쉬안샹 (徐安祥) - 쉬유성 (许又声) - 쉬치량 (许其亮) - 쉬친 (许勤) - 스타이펑 (石泰峰) - 시안후이 (咸辉) - 시진핑 (习近平) - 신춘잉 (信春鹰) - 쑨샤오청 (孙绍骋) - 쑨즈강 (孙志刚) - 쑨진룽 (孙金龙) - 쑨춘란 (孙春兰) - 쑹단 (宋丹) - 쑹셔우옌 (宋秀岩) - 쑹타오 (宋涛) - 아이리겅 이밍바하이 (艾力更·依明巴海) - 안자오칭 (安兆庆) - 양샤오두 (杨晓渡) - 양쉐쥔 (杨学军) - 양전우 (杨振武) - 양제츠 (杨洁篪) - 어징핑 (鄂竟平) - 완리쥔 (万立骏) - 왕궈성 (王国生) - 왕닝 (王宁) - 왕둥밍 (王东明) - 왕둥펑 (王东峰) - 왕멍후이 (王蒙徽) - 왕샤오동 (王晓东) - 왕샤오훙 (王小洪) - 왕샤오휘 (王晓晖) - 왕양 (汪洋) - 왕얼청 (王尔乘) - 왕위푸 (王玉普) - 왕융 (王勇) - 왕융칭 (汪永清) - 왕이 (王毅) - 왕자성 (王家胜) - 왕정웨이 (王正伟) - 왕젠우 (王建武) - 왕젠쥔 (王建军) - 왕쥔 (王军) - 왕즈강 (王志刚) - 왕즈민 (王志民) - 왕천 (王晨) - 왕후닝 (王沪宁) - 우서저우 (吴社洲) - 우잉제 (吴英杰) - 우정룽 (吴政隆) - 웨이펑허 (魏凤和) - 위안수훙 (袁曙宏) - 위안위부워 (袁誉柏) - 위안자쥔 (袁家军) - 위웨이궈 (于伟国) - 위중푸 (于忠福) | - 유취안 (尤权) - 이샤오광 (乙晓光) - 인리 (尹力) - 잉융 (应勇) - 자오러지 (赵乐际) - 자오중치 (赵宗岐) - 자오커즈 (赵克志) - 장궈칭 (张国清) - 장샤오밍 (张晓明) - 장성민 (张升民) - 장유샤 (张又侠) - 장이중 (张裔炯) - 장쥔 (张军) - 장지난 (张纪南) - 장차오량 (蒋超良) - 장춘센 (张春贤) - 장칭리 (张庆黎) - 장칭웨이 (张庆伟) - 저우야닝 (周亚宁) - 저우창 (周强) - 정샤오룽 (郑晓松) - 정웨이핑 (郑卫平) - 정허 (郑和) - 주성링 (朱生岭) - 중산 (钟山) - 지빙시안 (吉炳轩) - 진좡룽 (金壮龙) - 차오젠밍 (曹建明) - 차이밍자오 (蔡名照) - 차이치 (蔡奇) - 처쥔 (车俊) - 천룬얼 (陈润儿) - 천민얼 (陈敏尔) - 천바오성 (陈宝生) - 천시 (陈希) - 천우 (陈武) - 천원칭 (陈文清) - 천이친 (谌贻琴) - 천지닝 (陈吉宁) - 천추파 (陈求发) - 천취안궈 (陈全国) - 천하오 (陈豪) - 첸샤오첸 (钱小芊) - 취칭산 (曲青山) - 치우쉐창 (邱学强) - 치자라 (齐扎拉) - 친성샹 (秦生祥) - 탕렌지안 (唐仁健) - 톄닝 (铁凝) - 판리강 (潘立刚) - 판샤오준 (范骁骏) - 펑칭화 (彭清华) - 푸정화 (傅政华) - 하오펑 (郝鹏) - 한웨이궈 (韩卫国) - 한정 (韩正) - 한창푸 (韩长赋) - 허리펑 (何立峰) - 허우젠궈 (侯建国) - 허핑 (何平) - 화이전펑 (怀进鹏) - 황밍 (黄明) - 황서우훙 (黄守宏) - 황수셴 (黄树贤) - 황쿤밍 (黄坤明) - 후쩌쥔 (胡泽君) - 후춘화 (胡春华) - 후허핑 (胡和平) |

### 중앙정치국 위원
2017년 10월 25일 오전 중국공산당 제19기 중앙위원회 제1차 전원회의에서 중국공산당 제19기 중앙정치국 위원 25명(상무위원 7명 포함)을 선출했다.
| - 궈성쿤 - 딩쉐샹 - 류허 - 리시 - 리잔수 | - 리창 - 리커창 - 리훙중 - 쉬치량 - 시진핑 | - 쑨춘란 - 양샤오두 - 양제츠 - 왕양 - 왕천 | - 왕후닝 - 자오러지 - 장유샤 - 차이치 - 천민얼 | - 천시 - 천취안궈 - 한정 - 황쿤밍 - 후춘화 |